# IPad (1. generace)

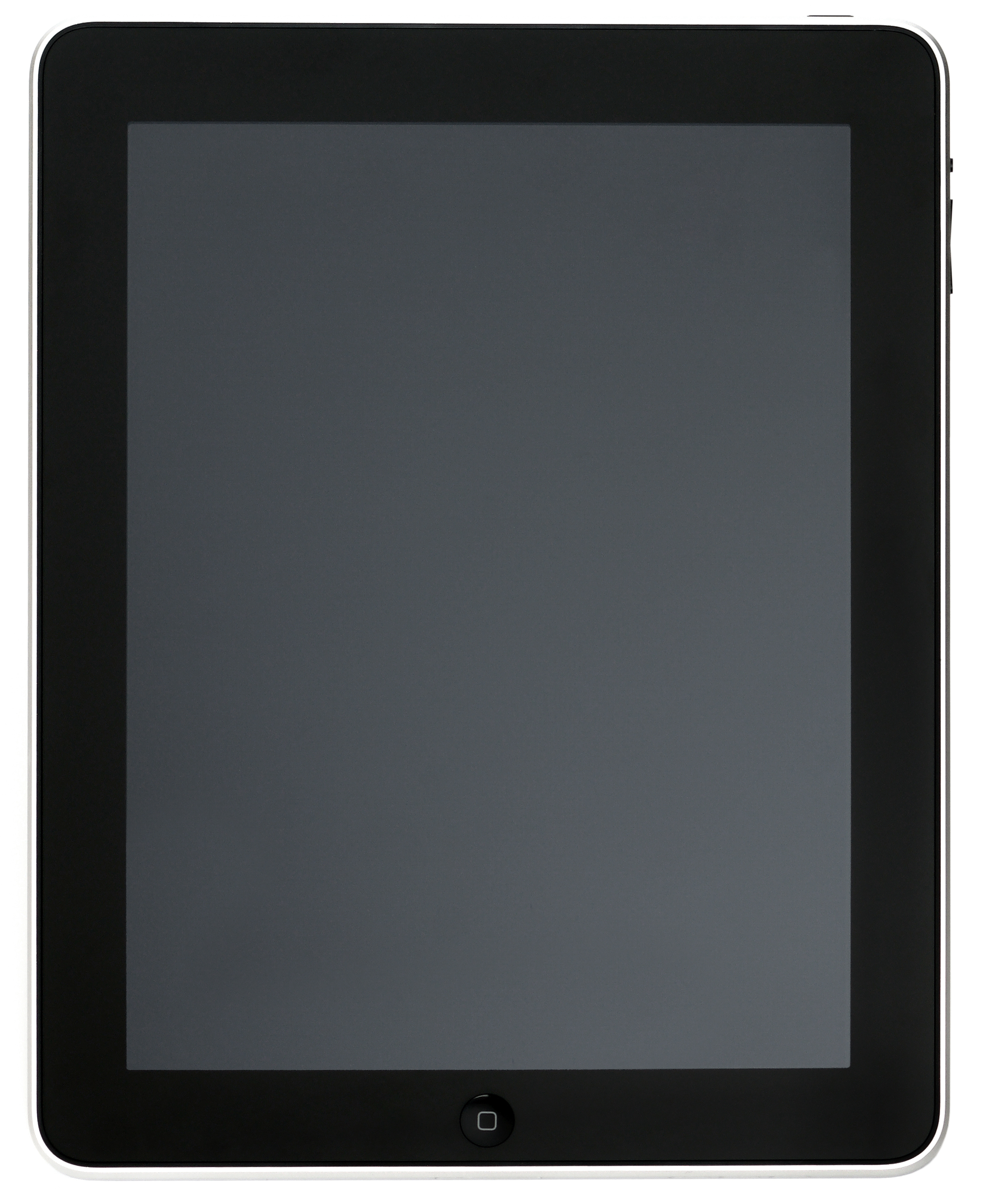
iPad

iPad první generace (také označován jako jako iPad 1 nebo původní iPad) je tablet navržený a uvedený na trh společností Apple Inc. a první svého druhu od této společnosti.
Zařízení bylo vybaveno procesorem Apple A4 SoC, 9,7" dotykovým displejem a GPS. Pomocí operačního systému iPhone OS 3.2 bylo možné na zařízení přehrávat hudbu, odesílat a přijímat e-maily a procházet web. Další funkce bylo možné přidat stažením aplikací z App Store. Poslední aktualizace byla na iOS 5.1.1. 
iPad byl představen na mediální konferenci 27. ledna 2010 Stevem Jobsem, toho času v pozici CEO. Dne 3. dubna 2010 byla ve Spojených státech vydána Wi-Fi verze zařízení, po které vyšla 30. dubna verze Wi-Fi + Cellular (3G). Dne 28. května byl iPad vydán i v Austrálii, Kanadě, Francii, Japonsku, Itálii, Německu, Španělsku, Švýcarsku a Spojeném královstvím. Zařízení bylo možné si pořídit s velikostí uložiště 16GB, 32GB a 64GB a bez možnosti rozšíření SD kartou. 